# Spathuliger mameti
Spathuliger mameti là một loài bọ cánh cứng trong họ Cerambycidae.